# Amr Adib
Amr Adib es un periodista saudí egipcio y presentador de programas de televisión en los canales Orbit, ON TV y MBC Egipto, nacido el 23 de octubre de 1963, Creció en una familia de famosos, ya que es el hijo mediano del novelista Abdel Hay Adib. casado con la periodista y presentadora de televisión Lamees Al-Hadidi, y hermana menor del periodista Imad Adeeb. Estudió medios en la Facultad de Comunicación de la Universidad de El Cairo.
La audiencia lo conoció a través del programa de televisión del canal Saudi Orbit, El Cairo Hoy., luego pasó a los canales ON y presentó el programa  cada dia
Ahora presenta el programa Al-Hekaya en MBC Egipto. Sus programas se distinguen por su sentido del humor, además a albergar estrellas del arte, la política, el deporte y la sociedad